# Hendrik Adriaan van Reede tot Drakestein

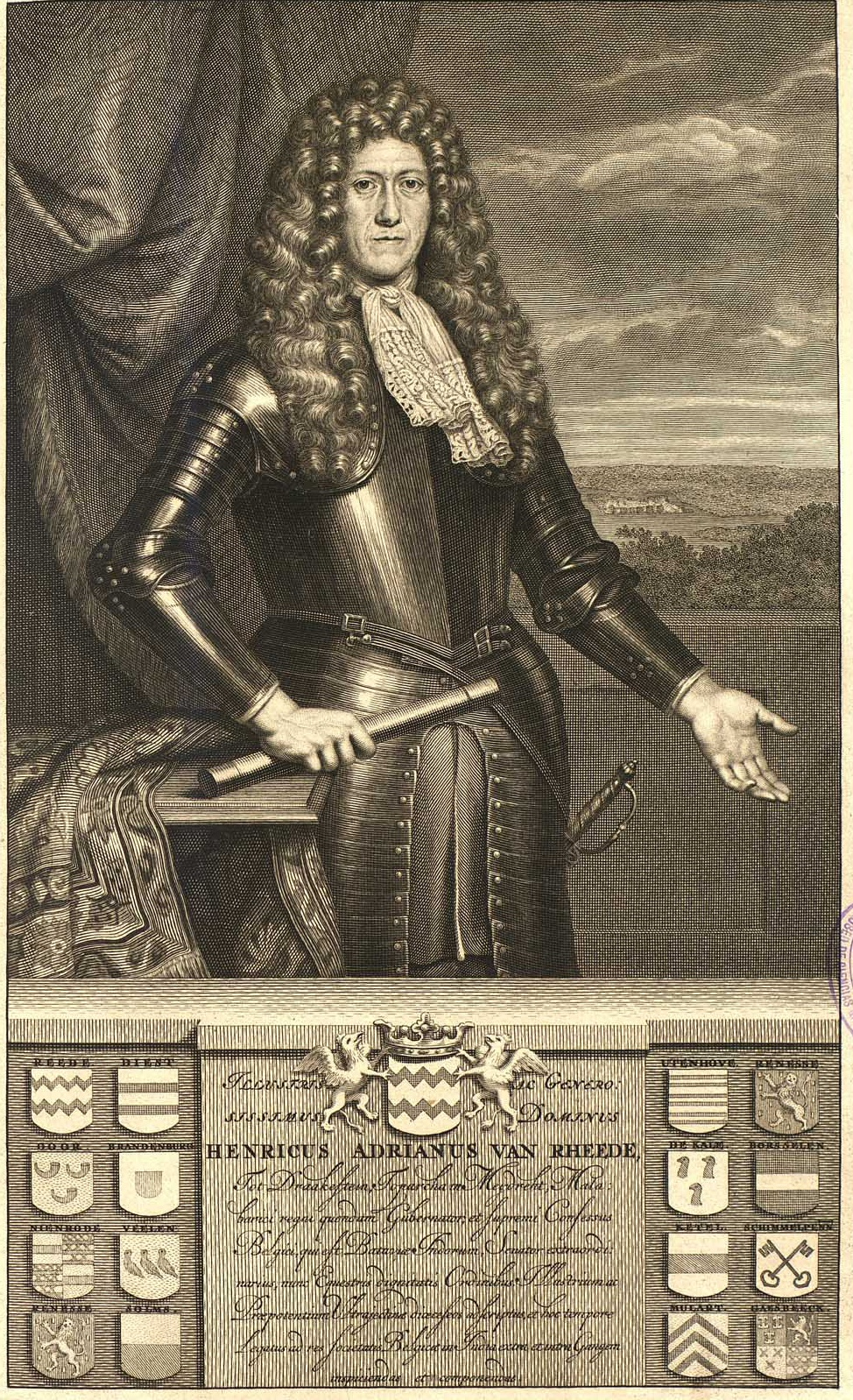
Hendrik Adriaan van Rheede

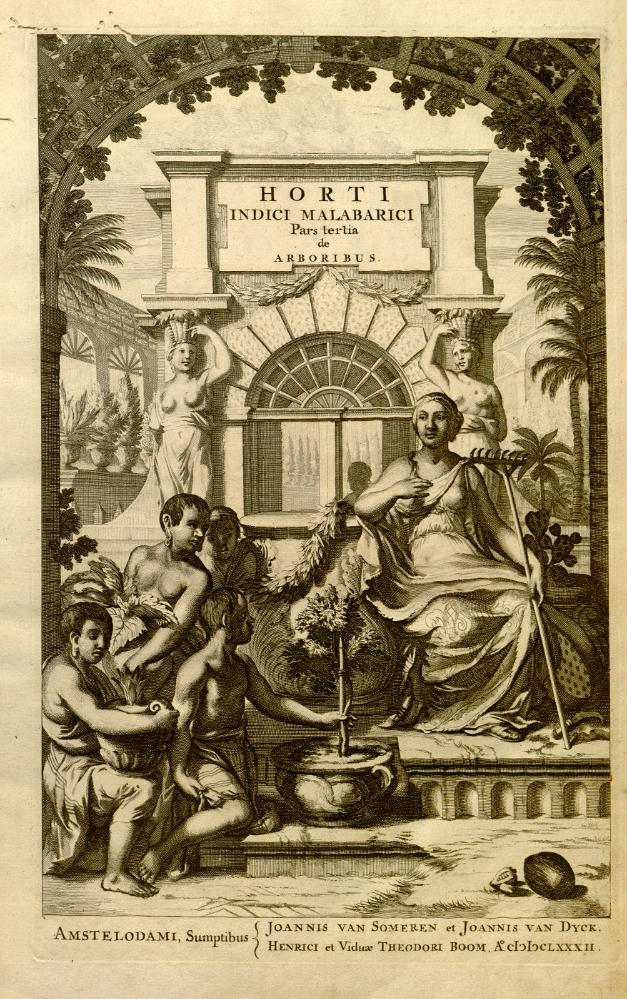
Titelblad Hortus Malabaricus.

Hendrik Adriaan van Reede tot Drakestein (Amsterdam, 13 april, 1636 - 15 december 1691), sinds 1680 heer van Mijdrecht, was een militair en administratieve  ambtenaar bij de VOC. Als commandeur van Malabar hield hij zich bezig met botanie. Voor de uitgave van zijn werk, waarin 740 planten zijn beschreven, nam hij een groot aantal mensen in dienst. In 1684 kreeg hij de opdracht de corruptie en morshandel in VOC-factorijen in India aan te pakken. Hij bezocht de Kaapkolonie, de Coromandelkust en Bengalen. In 1691 stierf hij op weg van Cochin naar Suratte en is daar met veel vertoon begraven.

## Biografie
Van Reede stamde uit het adellijk Utrechts geslacht Van Reede. Hij was de zoon van Ernst van Reede, sinds 1633 raad van Admiraliteit van Amsterdam die in 1634 een hofstede bij Lage Vuursche kocht. Zijn moeder, Elisabeth van Utenhove, afkomstig uit Ostende, stierf in 1637. Over zijn jeugd is niet veel bekend, maar hij werd opgevoed door zijn oom Godard van Reede, heer van Nederhorst. Zijn broer Gerard liet in 1640 de hofstede verbouwen, nu Kasteel Drakestein. In 1657 kwam hij als adelborst in dienst van de VOC, samen met Isaac de l'Ostal de Saint-Martin en Johan Bax van Herenthals.

### India
In 1662 deed Rijcklof van Goens een nieuwe poging Kochi (Cochin), het centrum van de specerijenhandel, te veroveren. Hendrik van Reede nam hieraan deel, en wist de oude koningin van Cochin gevangen te nemen om haar tegen de Portugezen te beschermen. Zij kon toen een van haar zonen tot koning van Cochin kronen, zodat de VOC voortaan goede betrekkingen met het vorstenhuis onderhield. Van Goens bevorderde Van Reede tot kapitein en maakte hem tot zijn protegé. In 1665 kreeg hij een aanstelling in Jaffna en liet Johan Nieuhof opsluiten die betrapt werd op de smokkel van parels. In 1670 werd hij op voorspraak van Van Goens commandeur van Malabar. Ze zouden hierna ruzie krijgen die uitmondde in een levenslange vete. In 1672 kreeg hij te maken met François Caron, het voormalig VOC-Opperhoofd in Japan, nu in dienst van de Franse Oostindische Compagnie.
In 1673 organiseerde hij een landdag met edelen uit de regio. Die leidde tot de instelling van de Unie van Mouton, die de vrijheden van de edelen ten opzichte van het hof van Cochin moest waarborgen. De inspiratie was de Unie van Utrecht. Anders dan de Spaanse koning besloot de vorst van Cochin om zich bij de unie aan te sluiten. Dit voorkwam de koninklijke almacht en centralisatie zoals in de naburige rijken van Calicut en Travancore.
In Cochin hield hij zich bezig met vestingbouw en het kweken van tropische gewassen. Op zijn geldverslindende bouwprojecten kreeg hij veel kritiek. In maart 1677 werd hij benoemd tot extraordinair raad van Indië in Batavia, maar kreeg opnieuw ruzie met Rijcklof van Goens, de gedoodverfde opvolger van Joan Maetsuycker. In 1678 was hij terug in Nederland, evenals Constantin Ranst en Joan van Oosterwijck. Hij vestigde zich in Utrecht en bereidde zijn publicatie over de flora van Malabar voor. In 1684 werd hij door de bewindhebbers van de VOC benoemd tot commissaris-generaal, met de opdracht een einde te maken aan de corruptie van VOC-dienaren (morshandel) en de kantoren in Bengalen, op de kust van Choromandel, op Ceylon, Malabar, Soeratte en aan de Kaap to visiteeren, alle frauden, mesusen, malversatiën to ontdekken, zoodanige redressen te beramen en in te voeren als noodig zouden zijn, niet alleen de schuldigen, maar de verdachte ambtenaren te ontslaan en met hunne stukken en informatiën naar Nederland op te zenden. In rang viel Van Reede direct onder de gouverneur-generaal. Als hij onverhoopt kwam te overlijden zou Laurens Pijl hem opvolgen.

In 1684 reisde hij met Johannes Bacherus en zijn secretaris Hendrick Zwaardecroon naar de Oost. Onderweg werd de Kaap de Goede Hoop aangedaan. Het landgoed Groot Constantia is officieel aan Simon van der Stel toegekend door VOC-commissaris Van Reede ter bevordering van de botanie en de wijn- en tuinbouw in de Kaapkolonie. Daar ontmoette hij Rijcklof van Goens de Jonge, die zich gedroeg als een vorst en de VOC-tuinen met jonge kaneelbomen bestemd voor de Hortus Botanicus Amsterdam had laten verwoesten. Van Reede schreef een rapport over hem op grond waarvan hij later ontslagen werd.

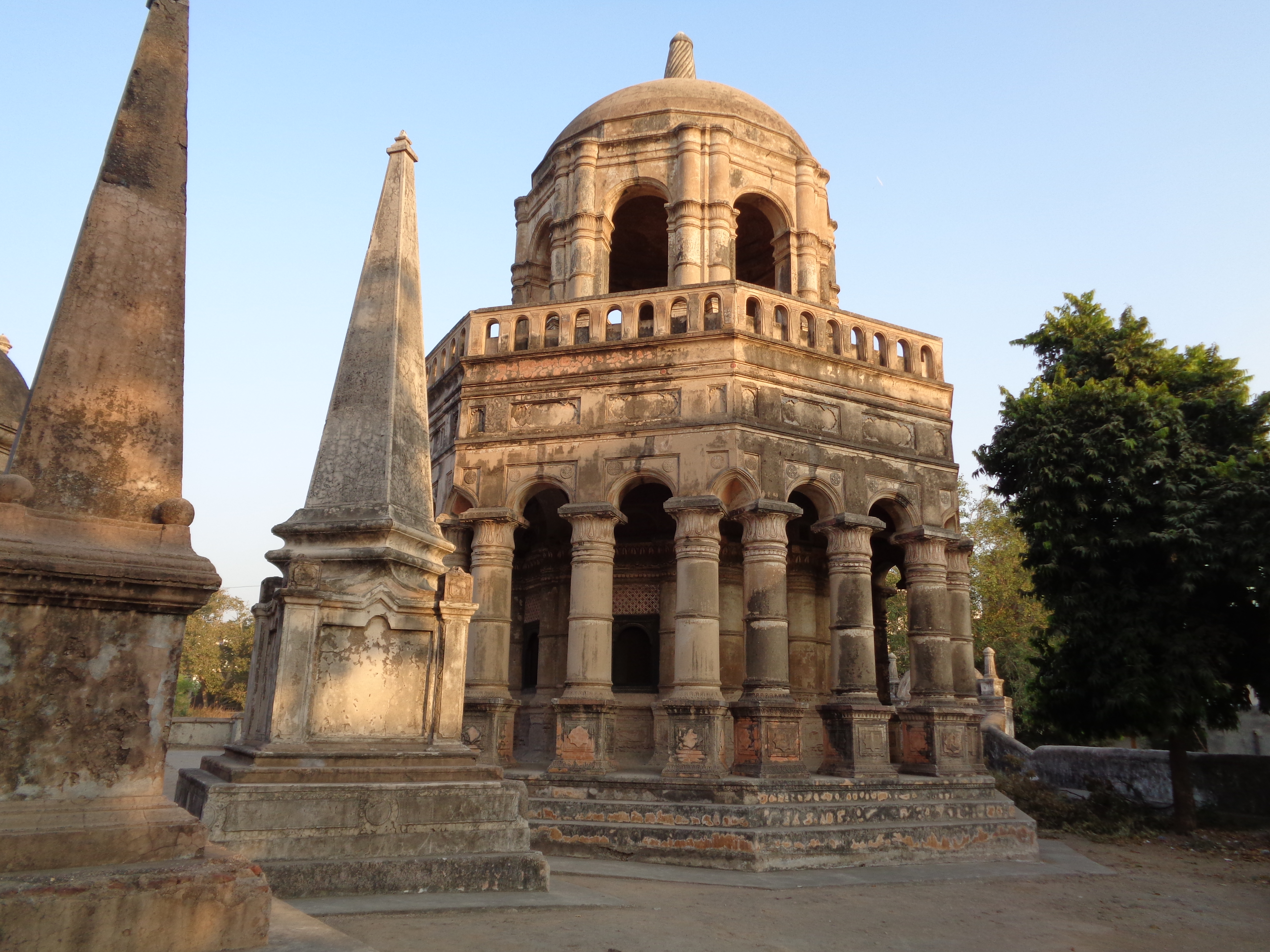
Van Reede's grafmonument in Suratte.

In Ceylon, Bengalen, de Coromandelkust en de Malabarkust trad hij hard op, maar echt effect had het niet. Eerst bezocht hij Bengalen en vanaf april 1687 de Coromandelkust. Hij bleef anderhalf jaar in Nagapattinam en ging toen via Sadras en Porto Novo naar Paliacatte. Zijn fraudeonderzoek en maatregelen worden beschreven in Daniël Havarts Op- en ondergang van Cormandel uit 1693. Het noordelijke deel van de kust liet hij over aan Bacherus. Nadat de Mogolkeizer Aurangzeb het sultanaat Golkonda had veroverd zond hij Bacherus in september 1688 op een ambassade naar zijn legerkamp om de door de sultans verleende handelsvergunningen herbevestigd te krijgen. De strijd ging intussen verder tussen Aurangzebs leger en de Maratha's. De regio werd hierdoor zo instabiel dat Van Reede besloot het VOC-hoofdkantoor te verplaatsen van Paliacatte naar het zuidelijker Nagapattinam. Hier werd een groot fort gebouwd dat de naam Vijf Sinnen kreeg. Het budget werd daarbij meerdere malen overschreden, waar Van Reede vaak om bekritiseerd is. Bovendien bleek het fort geen foutloos ontwerp te hebben.
Van Reede gaf in maart 1691 opdracht tot het verzamelen van zaden, bollen, wortels, planten, kruiden en bloemen, etc. die medicinaal of economisch nut hadden of voor de wetenschap van belang konden zijn. De kisten moesten worden opgestuurd naar Pieter van Dam en zouden worden verdeeld onder de nieuwe koning van Engeland en Jan Commelin, die betrokken was bij de Hortus Botanicus.
Eind 1691 vertrok hij van Cochin naar Suratte, om ook dit kantoor te onderzoeken. Hij had er de directeur Gelmer Vosburgh al laten vervangen. Voor zijn vertrek was hij echter ziek geworden, en hij stierf onderweg aan boord van het schip Drechterland. Er gingen daarna geruchten dat hij vergiftigd zou zijn door VOC-dienaren in Suratte, maar daarvoor is geen enkel bewijs. Hij werd begraven op de imposante begraafplaats van de VOC in Suratte, waar de invloed van de Mogol-architectuur op de graven onmiskenbaar is. Van Reede's dochter Francina liet hier een passende graftombe voor haar vader bouwen. Rond 2009 werd deze gerestaureerd. De hele begraafplaats is tegenwoordig een beschermd monument.

## Werk
Als botanicus schreef Van Reede over de flora van India een standaardwerk Hortus Indicus Malabaricus, dat tussen 1678 en 1703 in twaalf delen werd uitgebracht. De Nederlandse vertaling door Abraham Poot luidde Malabaarse Kruydhof. Het werk bevat gravures van grote kwaliteit en gedetailleerde beschrijvingen van 740 planten uit de Malabar, ruwweg een gebied van 30 × 900 km. De gravures bevatten de namen van de planten in vier talen, Latijn, Arabisch, Sanskriet en Malayalam.
De volledige titel luidt: Hortus Indicus Malabaricus, Continens Regni Malabarici apud Indos celeberrimi omnis generis Plantas rariores, Latinis, Malabaricis, Arabicis, & Bramanum Characteribus nominibusque expressas, unà cum Floribus, Fructibus & seminibus, naturali magnitudine à peritissimis pictoribus delineatas, & ad vivum exhibitas. Addita insuper accurata earundem descriptione, qua colores, odores, sapores, facultates, & praecipue in Medicina vires exactissimè demonstrantur.